# Grupo Norte

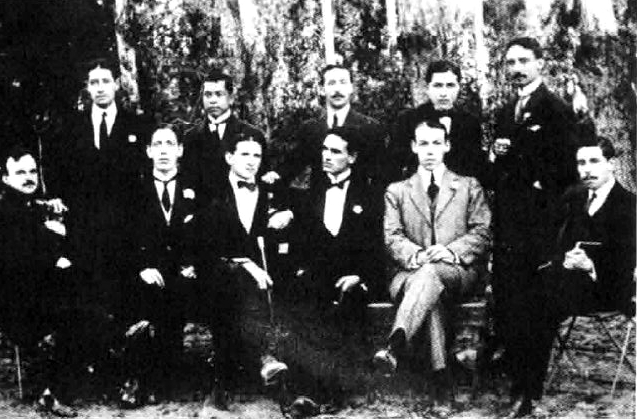
La “bohemia trujillana”. 1916. De izquierda a derecha, sentados: José Eulogio Garrido, Juvenal Chávarry, Domingo Parra del Riego, César Vallejo, Santiago Martín Lynch, Horacio Urteaga. De pie: Luis Sánchez Ferrer, Federico Esquerre, Antenor Orrego, Alcides Spelucín, Gonzalo Sumarán.

El Grupo Norte fue un grupo intelectual que cohesionó a una buena parte de literatos, artistas, filósofos, políticos e intelectuales de diversa índole del norte del Perú (especialmente del departamento de La Libertad). Surgido en 1915 en la ciudad de Trujillo y conocido al principio como la “bohemia de Trujillo” o “bohemia trujillana”, en 1923 adoptó el nombre de Grupo Norte. Su vigencia terminó en 1930. Tuvo por inspiradores y dirigentes: al escritor y periodista Antenor Orrego y al poeta piurano José Eulogio Garrido. Entre sus miembros más destacados figuraron: César Vallejo, Víctor Raúl Haya de la Torre, Alcides Spelucín, Macedonio de la Torre, Juan Espejo Asturrizaga, Francisco Xandóval, Ciro Alegría, este todavía muy joven. Insurgió con inquietudes artísticas y sociales, mostrando un afán renovador, en tiempo de la crisis mundial derivada de la Primera Guerra Mundial. Tuvo una gran importancia en el desarrollo cultural del Perú; varios de sus miembros destacaron nítidamente en los campos de la literatura, del pensamiento y de la política: a nivel nacional, continental e incluso universal, como fue el caso del poeta César Vallejo y del político Víctor Raúl Haya de la Torre. Algunos de sus actuales sucesores directos en el siglo XXI son: el escritor Eduardo González Viaña y el artista plástico Gerardo Chávez.

## Historia

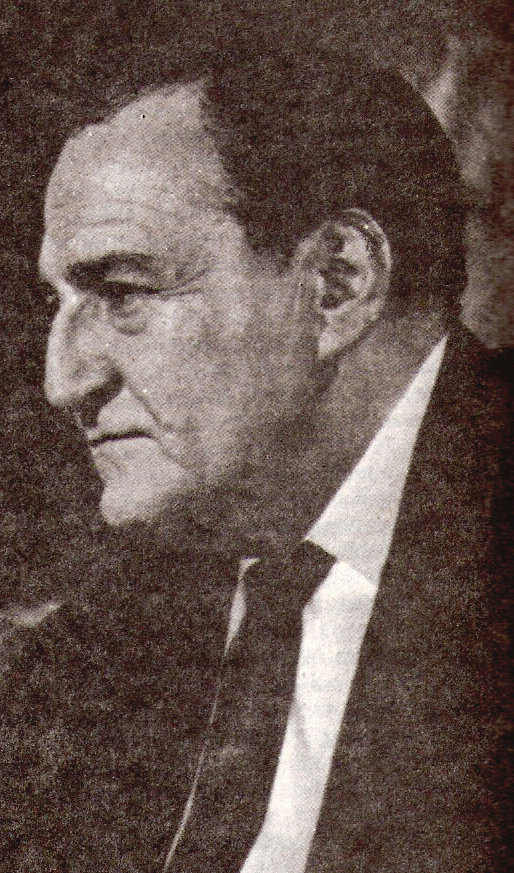
Víctor Raúl Haya de la Torre.

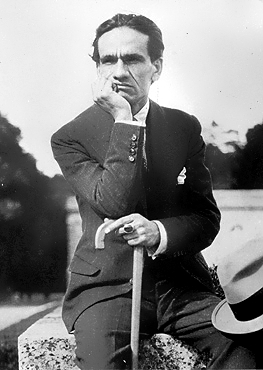
César Vallejo en París, 1929.

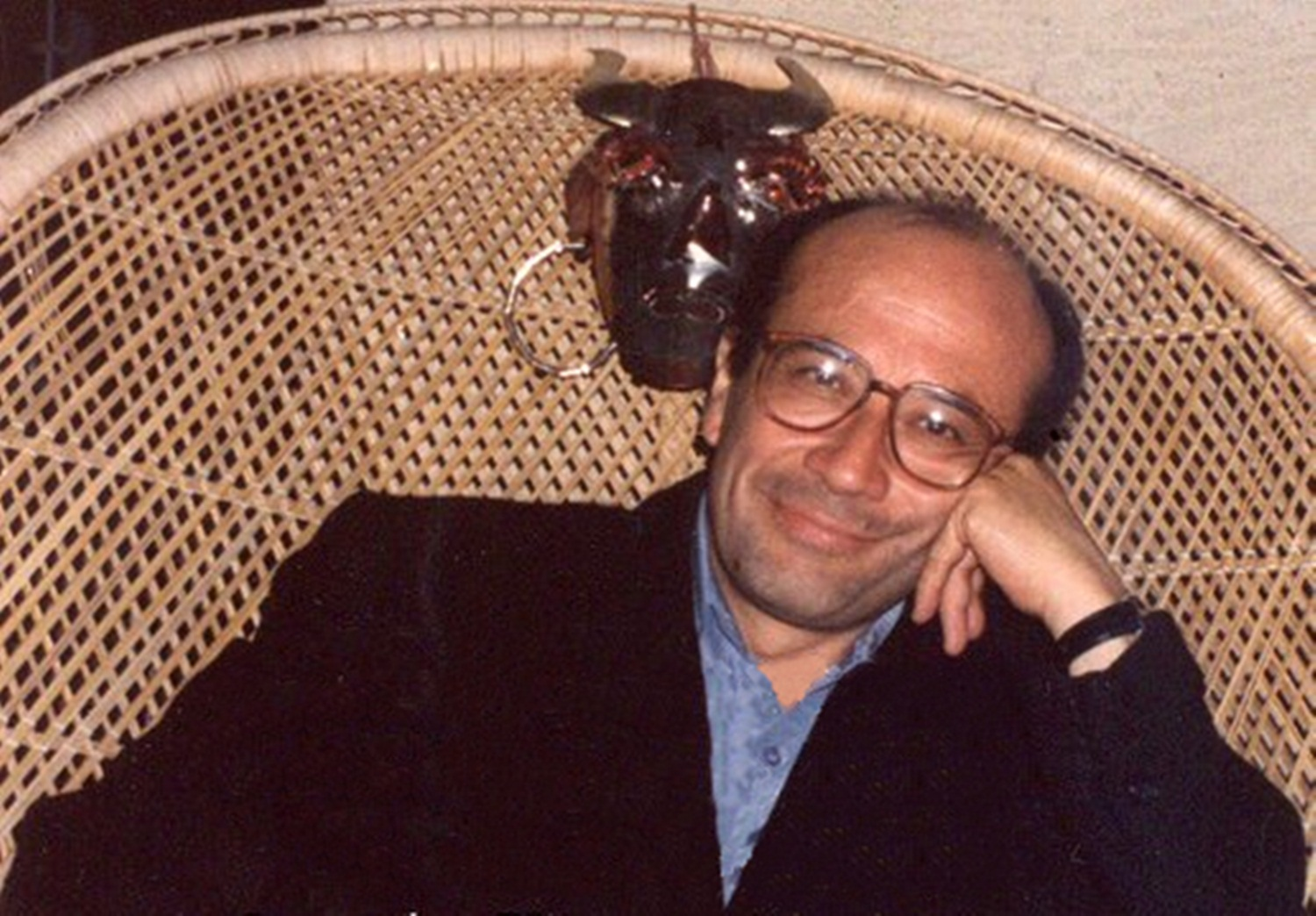
Eduardo Gonzáles Viaña.

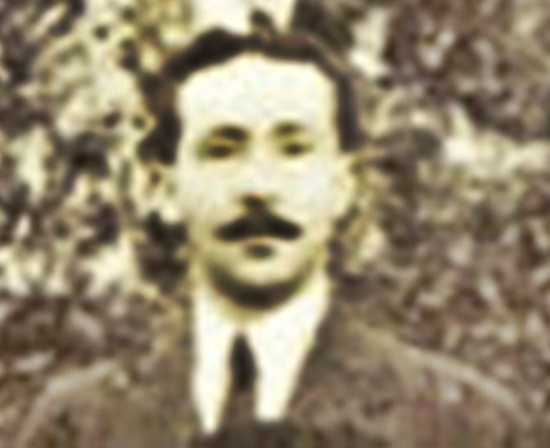
Antenor Orrego.

El grupo, que reunía a jóvenes estudiantes de temperamento revolucionario y bohemio de la Universidad Nacional de Trujillo, tuvo como gran animador al escritor y filósofo Antenor Orrego. Este intelectual, autor de varios libros y director de periódicos y revistas, se convirtió en el orientador estético y filosófico de los integrantes, quienes se alzaron contra otro grupo intelectual trujillano, tradicional y aristocrático, el dirigido por el poeta Víctor Alejandro Hernández. Su propósito, según lo explicitó tiempo después Orrego en el prólogo de Trilce (poemario de Vallejo), era realzar “la cultura y la elevación mental de Trujillo”.
El grupo adoptó el nombre de “bohemia de Trujillo” a raíz de un artículo escrito por el poeta Juan Parra del Riego en la revista limeña Balnearios (22 de octubre de 1916). Parra del Riego, quien poco antes había visitado Trujillo con gran acogida, describió admirativamente al grupo literario llamándole con dicho nombre, y alabó, entre otros, al poeta Vallejo, de quien citó unos versos que le parecieron estupendos.
Las primeras reuniones o veladas del grupo se realizaron en la casa de José Eulogio Garrido, luego en la de Antenor Orrego y en la de Macedonio de la Torre; asimismo en el General de la Universidad (paraninfo), en el Centro Universitario que lideraba Orrego y en la librería  “Cultura Popular” de la plazuela “Iquitos”. Las veladas transcurrían entre lecturas, comentarios de los nuevos libros, conferencias improvisadas, recitaciones poéticas. Ya en altas horas de la noche los integrantes deambulaban por las calles trujillanas con ruidosa alegría. Solían también trasladarse a las playas cercanas (Buenos Aires, Huanchaco, Las Delicias), así como a las ruinas de Chan Chan y a la campiña.
Gracias a la amistad epistolar con los poetas arequipeños Alberto Hidalgo y Alberto Guillén y con los escritores del grupo Colónida de Abraham Valdelomar (fundado en 1916), como Félix del Valle y Federico More, el grupo estuvo en contacto con la intelectualidad joven de todo el Perú.
Los “bohemios” empezaron publicando sus colaboraciones en las revistas  Cultura Infantil (órgano del Centro Escolar de Varones de Trujillo) e Iris  (publicación de vida efímera), y en los diarios La Reforma (dirigido por Orrego), La Industria y El Federal. Pero el movimiento habría de tener su mayor brillo, difusión e influencia alrededor del diario trujillano El Norte, fundado en 1923 por Orrego en asociación con Alcides Spelucín. Fue desde entonces que el grupo fue conocido con el nombre de “Grupo Norte”. El diario “El Norte” se constituyó en el centro inspirador y animador de la novísima corriente intelectual y literaria en todo el norte del Perú, que se extendió luego al país entero. El Grupo Norte también se hizo llamar "Grupo Trilce" en honor a la obra de César Vallejo.
La tormentosa vida política del Perú habrá de determinar una diáspora en el grupo. Desde los años que su florecimiento creativo hasta la mitad del siglo, una violencia ciega se volcó sobre la historia del país e impuso un silencio obligado sobre las actividades literarias y artísticas.
Una revolución popular en Trujillo (1932) fue sofocada por el gobierno de Luis M. Sánchez Cerro con un ataque militar por aire, mar y tierra sobre la ciudad rebelde y una posterior represión feroz que se calcula en 5 mil fusilados.
Aquellas décadas estuvieron caracterizadas por el cierre de las universidades y la censura de los periódicos. Por su parte, muchos de los miembros del grupo fueron perseguidos. Antenor Orrego, Víctor Raúl Haya de la Torre y Alcides Spelucín, entre otros, alternaron las épocas de clandestinidad con las de prisión. En esas condiciones, surgieron otros escritores también ligados al grupo e igualmente víctimas de la represión. El muy joven Ciro Alegría (Huamachuco, 1909- Lima 1967), mientras estaba exiliado, publicó en Chile una novela de fama mundial “El mundo es ancho y ajeno”. Por su parte, Julio Garrido Malaver (Celendín, 1909-Trujillo 1997) sufrió como un gran poeta mientras que a la vez padecía 15 años de prisión.
Recuperada la normalidad institucional en 1956, en Trujillo se insiste en fundar otro diario de nombre similar –Norte- a aquel Norte en torno al cual había surgido Vallejo y sus compañeros. Lo dirige el poeta Julio Garrido Malaver y sus páginas dan cabida a un grupo de jóvenes universitarios entre los cuales se encuentran Teodoro Rivero-Ayllón, Eduardo González Viaña, Gerardo Chávez, Jorge Díaz Herrera, autores de poesía, relato, pintura, etc y ellos se hacen llamar “Grupo Trilce”.
Ustedes son nosotros
El filósofo Antenor Orrego que había retornado a su hogar en Lima luego de unos años de prisión por sus ideas es invitado a Trujillo por el Grupo Trilce, y allí, en el Teatro Municipal, hablará sobre los jóvenes a quienes previamente había leído o escuchado. “Ustedes son nosotros”-les dirá, y los proclamará herederos del grupo Norte y les recordará que “para que su obra sea duradera y valiosa tendrá que estar siempre con el pueblo”.
Más todavía, cuando el más joven del grupo, González Viaña de apenas 17 años, lea unos poemas en su homenaje, le dirá de manera profética:
“Escribirás la historia de nuestros días, de nuestra generación”
Cincuenta años más tarde, González Viaña publicará “Vallejo en los infiernos”, la primera biográfica sobre César Vallejo, su época y sus compañeros de generación.

## Vallejo y la bohemia trujillana
La vinculación del entonces joven César Vallejo con los bohemios trujillanos (entre 1915-1917) fue decisiva en la definición de su vocación literaria y en la maduración de su personalidad como poeta. Antenor Orrego y Alcides Spelucín fueron los que mayor influencia tuvieron al respecto. Ellos le ayudaron a ensanchar su horizonte literario, todavía restringido en el clasicismo y el modernismo. Los “bohemios” lo animaron a publicar sus primeras composiciones poéticas, que aparecieron en el diario La Reforma de Trujillo; otros poemas suyos fueron publicados en el diario La Industria de Trujillo y en la revista Balnearios de Lima. Dichos poemas, corregidos, integraron luego el poemario Los heraldos negros que Vallejo publicó en Lima, en 1919. Asimismo sus correligionarios lo defendieron públicamente ante el ataque y la injuria de sus adversarios literarios, lo que sin duda constituyó un gran aliciente para el poeta. Es de resaltar su amistad con Haya de la Torre, quien por entonces escribió la comedia Triunfa vanidad, que fue puesta en escena por la compañía de Amalia de Isaura. Vallejo reconoció en dicha obra algún mérito literario y dedicó a su autor un soneto con el título de la comedia (1916).